# Syzygium kipidamasii
Syzygium kipidamasii är en myrtenväxtart som beskrevs av W.N.Takeuchi. Syzygium kipidamasii ingår i släktet Syzygium och familjen myrtenväxter. Inga underarter finns listade i Catalogue of Life.